# Kuiper (månkrater)
För andra betydelser, se Kuiper (olika betydelser).
Kuiper är en nedslagskrater på månens Mare Cognitum. Kuiper har fått sitt namn efter astronomen Gerard Kuiper.